# Barbora Seemanová
Barbora Seemanová (n. 1 aprilie 2000, Praga, Cehia) este o înotătoare cehă, medaliată olimpică. A participat la 3 ediții ale Jocurilor Olimpice (2016, 2020, 2024) în care a câștigat o medalie de aur.